# Giuseppe Terzano
Giuseppe Terzano (fl. XX secolo) è stato un calciatore italiano, di ruolo difensore.

## Carriera
Con il Pastore Torino disputa 16 gare nel campionato di Prima Divisione 1922-1923. Passa poi in forza alla Nicese e quindi all'Alessandria fino al 1930.